# Marc du Bois
Marc Didier Adolphe baron du Bois (Namen, 1963) is een Belgisch ondernemer. Hij is CEO van mineraalwaterfabrikant Spadel, bekend van het merk Spa.

## Levensloop
Marc du Bois, telg uit het geslacht du Bois, is een zoon van jonkheer Guy du Bois (1925-2013), voorzitter en afgevaardigd bestuurder van Spa Monopole. Hij studeerde economie aan de Université catholique de Louvain. Voordat hij bij de familiale groep Spadel aan de slag ging werkte hij voor Coca-Cola, L'Oréal en Young & Rubicam.
Sinds 1994 is hij actief bij mineraalwaterfabrikant Spadel, bekend van het merk Spa, waar zijn vader voorzitter en afgevaardigd bestuurder was. Na het overlijden van zijn broer in 2000 kwam Du Bois aan het hoofd van de groep te staan.
Du Bois is tevens bestuurder van afvalverwerkingsbedrijf Fost Plus sinds 2005, de federatie van de Belgische voedingsindustrie Fevia sinds 2006, Union Wallonne des Entreprises sinds 2006, Natural Mineral Water Europe (NMWE) sinds 2006 en brouwerij Unibra sinds 2016. Ook is hij lid van het strategisch comité van het Verbond van Belgische Ondernemingen en de adviesraad van de Société Régionale d'Investissement de Wallonie (SRIW).

## Eerbetoon
In januari 2014 werd hij door Trends-Tendances uitgeroepen tot Franstalig Manager van het Jaar 2013.
In 2015 verkreeg jonkheer Marc du Bois de erfelijke titel baron, overgaand op al zijn afstammelingen.
In 2023 kreeg hij de graad van Commandeur in de Leopoldsorde.